# Stadtmühle (Lauda-Königshofen)
Stadtmühle, früher nur Mühle, ist eine ehemalige Mühle sowie ein heutiger Wohnplatz auf der Gemarkung des Lauda-Königshofener Stadtteils Königshofen im Main-Tauber-Kreis im fränkisch geprägten Nordosten Baden-Württembergs.

## Geographie
Stadtmühle liegt am westlichen Rand des Altortes von Königshofen an der Tauber. Etwa 300 Meter vor der Stadtmühle zweigt ein Mühlkanal nach rechts von der Tauber ab. Dieser mündet nach dem Wohnplatz wieder von rechts in die Tauber, wodurch Tauber und Mühlkanal eine Tauberinsel bilden.

## Geschichte
Auf dem Messtischblatt Nr. 6424 „Königshofen“ von 1881 war vor Ort eine Mühle verzeichnet.
Der Wohnplatz kam als Teil der ehemals selbständigen Stadt Königshofen am 1. Januar 1975 zur Stadt Lauda-Königshofen, als sich die Stadt Lauda mit der Stadt Königshofen und der Gemeinde Unterbalbach im Rahmen der Gebietsreform in Baden-Württemberg vereinigte.

## Kulturdenkmale
Kulturdenkmale in der Nähe des Wohnplatzes sind in der Liste der Kulturdenkmale in Lauda-Königshofen verzeichnet.

## Verkehr
Der Ort ist über den Unteren Grabenweg sowie über die Straße Taubertor zu erreichen. Beide zweigen in Königshofen von der B 290 (Hauptstraße) ab.